# Richmond (Indiana)
Richmond ist eine City in und Bezirkshauptstadt des Wayne County im US-Bundesstaat Indiana.

## Geographie
Die Stadt liegt am Whitewater River. Richmond befindet sich auf der Grenze zwischen Indiana und Ohio. Im Jahr 2020 lebten rund 35.720 Menschen in Richmond.
In Richmond gibt es mehrere Hochschulen, darunter das Earlham College und die Indiana University East.

## Einwohnerentwicklung
| Jahr | Einwohner¹ |
| ---- | ---------- |
| 1980 | 41.349     |
| 1990 | 38.705     |
| 2000 | 39.124     |
| 2010 | 36.812     |
| 2020 | 35.720     |

¹ 1980–2020: Volkszählungsergebnisse

## Söhne und Töchter der Stadt
- John Wilbur Chapman (1859–1918), presbyterianischer Pfarrer, Autor, Kirchenführer und Evangelist
- Perry Botkin Sr. (1907–1973), Gitarrist, Banjospieler und Komponist
- Weeb Ewbank (1907–1998), American-Football-Trainer
- George Duning (1908–2000), Filmkomponist
- Mary Rosamund Haas (1910–1996), Sprachwissenschaftlerin
- James R. Strahan (1913–1963), Universitätsprofessor
- Ned Rorem (1923–2022), Komponist
- Lamar Lundy (1935–2007), American-Football-Spieler
- Harold Jones (* 1940), Jazz-Schlagzeuger
- Baby Huey (1944–1970), Rock- und Soul-Sänger
- Rich Mullins (1955–1997), Sänger und Songwriter christlicher Popmusik